# August Dennig
August Dennig (* 1. August 1805 in Pforzheim; † 6. September 1883 ebenda) war ein deutscher Politiker und Mitglied des Reichstages.

## Leben und Wirken
August Dennig besuchte das Lyceum und die Ingenieurschule in Karlsruhe, anschließend studierte er ein Jahr in Göttingen. Danach bereiste er bis 1834 Nordwest-Europa. Nach seiner Rückkehr übernahm er das familieneigene Bijouterie-Unternehmen. 1840 übernahm er, in Nachfolge seines verstorbenen Vaters, auch dessen Holzhandel und Flößerei mit den Niederlanden. Er war seit etwa 1861 für mindestens zehn Jahre Präsident der Handelskammer von Pforzheim. 1871 wurde er Richter am Handelsgericht Karlsruhe-Pforzheim.
Den Einstieg in die Politik fand Dennig als Mitglied im Gemeinderat von Pforzheim um 1840. Von 1845 bis 1852 war er Mitglied der zweiten badischen Kammer. 1848 war er Mitglied des Vorparlaments. 1850 war er gewähltes Mitglied des Erfurter Unionsparlaments. 1860 wurde er dann in die erste badische Kammer berufen, wo er langjähriger Präsident der Budget-Kommission war. 1868 bis 1870 war er Mitglied im Zollparlament. Vom Wahlkreis Baden 9 (Durlach-Pforzheim) wurde er 1871 bis 1874 in den Reichstag gewählt. Er war Mitglied der Nationalliberalen Partei.
Er war verheiratet mit Luise Amalie Finkenstein, der Tochter eines befreundeten Unternehmers. Sie hatten mindestens eine Tochter namens Emilie Dennig (1839–1917). Sie war verheiratet mit August Benckiser.